# Hausmeier

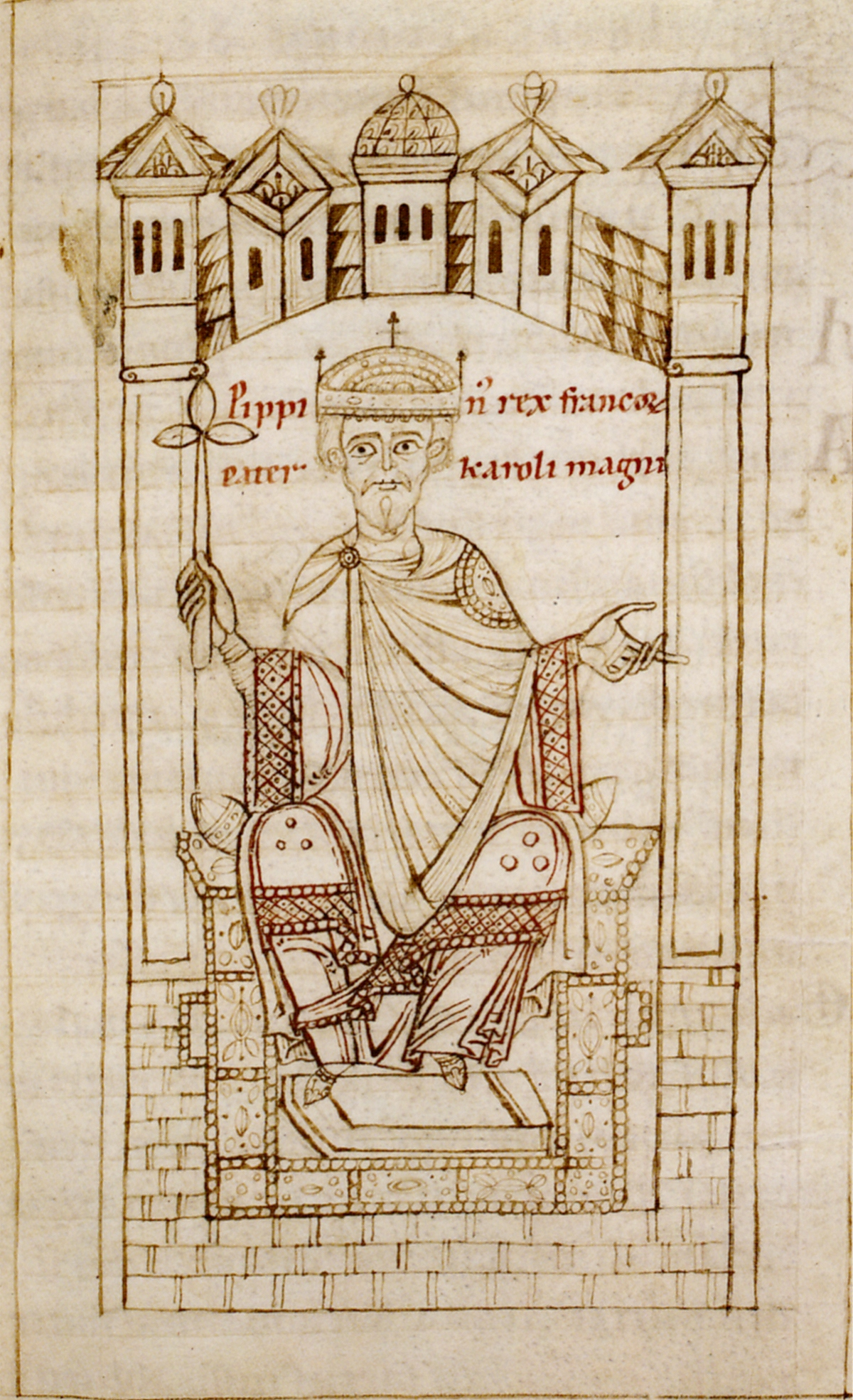
Pippin der Jüngere, ein fränkischer Hausmeier, wurde 751 König

Das Amt des Hausmeiers (oder Majordomus bzw. maior domus, aus lateinisch maior „der Verwalter“ und domus „das Haus“, also des „Verwalters des Hauses“) zählte zu den Ämtern des frühmittelalterlichen Hofes. Im Merowingerreich gewannen die Hausmeier großen Einfluss und bestimmten maßgeblich die Politik des Reiches.

## Merowingisches Frankenreich
Das Amt des Hausmeiers entstand während der Völkerwanderungszeit und ist sowohl bei den Merowingern als auch bei Burgunden und Goten (so im Ostgotenreich Theoderichs des Großen) belegt; für das Vandalenreich in Nordafrika ist dies umstritten. Während dem Hausmeieramt in den meisten germanisch-romanischen Nachfolgereichen des Weströmischen Reiches aber keine größere Bedeutung zufiel, entwickelte es sich im merowingischen Frankenreich seit dem späten 6. Jahrhundert zu einem der einflussreichsten Hofämter.
Den fränkischen Hausmeiern oblag zunächst lediglich die Oberaufsicht über das unfreie „Hausgesinde“ des Hofes. Bei der Entstehung spielten womöglich Elemente spätantiker Verwaltungspraktiken eine Rolle. Ursprünglich existierten mehrere Hausmeier im Frankenreich, wobei der König, die Königin und Prinzen über eigene Hausmeier verfügten. Nachdem das Merowingerreich immer wieder Herrschaftsteilungen erfahren hatte, wurde auch das Amt des Hausmeiers aufgewertet, der nun für die Verwaltung des gesamten Königsgutes zuständig war und zu einem der wichtigsten Vertrauten des Königs wurde. Mit Zunahme ihrer Macht seit dem späten 6. Jahrhundert wurden die Hausmeier im Frankenreich damit ab dem 7. Jahrhundert faktisch Leiter der Regierungsgeschäfte. Der Hausmeier ernannte nun Beamte und stellte Urkunden im Namen des Königs aus, wobei zunächst jedes der Teilreiche (Neustrien, Burgund und Austrasien) über je einen eigenen Hausmeier verfügte. Das Amt wurde nun von Adligen bekleidet, die gleichzeitig ihre Position nutzten, um die Macht des Königs so weit wie möglich zu beschneiden und Wert darauf legten, Einfluss auf die Ernennung der Hausmeier zu nehmen. Während in Neustrien die Hausmeier noch eine gewisse Königsnähe anstrebten, war das Hausmeieramt in Austrasien unter den Arnulfingern-Pippiniden ein reines Instrument des Adels geworden. Es wurde innerhalb dieser Familie, die seit 687 die Geschicke des gesamten Frankenreichs lenkte, sogar erblich. Die nachfolgenden Hausmeier legten allerdings selbst Wert darauf, die Einflussnahme des Adels auf ihre Politik so gering wie möglich zu halten.
Die Merowingerkönige nach Dagobert I. regierten faktisch wohl nur noch als Schattenherrscher, wenngleich manche Forscher dem in späteren Quellen vermittelten Bild der machtlosen Merowingerkönige durchaus skeptisch gegenüberstehen (etwa Johannes Fried). Die Grimoaldaffäre hatte jedenfalls gezeigt, dass die Hausmeier noch nicht offen die Königswürde für sich bzw. ihre Familie beanspruchen konnten. Erst Mitte des 8. Jahrhunderts wagten die Karolinger, die aus den Arnulfingern-Pippiniden hervorgegangen waren, den entscheidenden Schritt und setzten den letzten Merowinger im Jahr 751 ab. Das Hausmeieramt wurde von den Karolingern bezeichnenderweise abgeschafft.

## Liste fränkischer Hausmeier

### Austrasien
| Name                | Im Amt           | Familie             | Anmerkungen                                                               |
| ------------------- | ---------------- | ------------------- | ------------------------------------------------------------------------- |
| Parthenius          | 548 ermordet     |                     | höchster Beamter am Hof von Theudebert I., fraglich als Hausmeier         |
| ...                 |                  |                     |                                                                           |
| Gogo                | 575–581          |                     |                                                                           |
| Wandalenus          | 581–583          | Waltriche           |                                                                           |
| ...                 |                  |                     |                                                                           |
| Florentianus        | um 589           |                     |                                                                           |
| ...                 |                  |                     |                                                                           |
| Gondulphus          | 600–612          | Merowinger (unges.) |                                                                           |
| Warnachar II.       | 613              |                     | kurzfristig nach der Ermordung Sigiberts II.                              |
| Rado                | 613–616/617      |                     |                                                                           |
| Chucus (Hugo)       | 617/18 belegt    |                     |                                                                           |
| Pippin der Ältere   | 624/25–634       | Pippiniden          | Erste Amtszeit                                                            |
| Adalgisel           | 634–639          |                     |                                                                           |
| Pippin der Ältere   | 639–640          | Pippiniden          | Zweite Amtszeit                                                           |
| Otto                | 640–643          |                     |                                                                           |
| Grimoald der Ältere | 643–657 oder 662 | Pippiniden          |                                                                           |
| Ansegisel           | 657 oder 662–662 | Arnulfinger         |                                                                           |
| Wulfoald            | 662–679          | Etichonen (unges.)  |                                                                           |
| Pippin der Mittlere | 679–714          | Pippiniden          | führte zusätzlich den Titel dux                                           |
| Theudoald           | 714–715          | Pippiniden          | de jure unter der Großmutter Plektrud                                     |
| Karl Martell        | 715–741          | Pippiniden          | Nach der Schlacht bei Soissons (718) Hausmeier in allen drei Reichsteilen |
| Karlmann            | 741–747          | Pippiniden          | Austrasien umfasst zu dieser Zeit auch Alemannien                         |
| Pippin der Jüngere  | 747–751          | Pippiniden          | Hausmeier für das Gesamtreich                                             |

### Neustrien
| Name                 | Im Amt     | Familie            | Anmerkungen                                          |
| -------------------- | ---------- | ------------------ | ---------------------------------------------------- |
| Mummolin             | um 566     |                    |                                                      |
| ...                  |            |                    |                                                      |
| Bodegisel            | bis 581    |                    | Sohn des Mummolin                                    |
| ...                  |            |                    |                                                      |
| Waddo                | bis 584    |                    |                                                      |
| ...                  |            |                    |                                                      |
| Landerich            | 584–604    |                    |                                                      |
| ...                  |            |                    |                                                      |
| Gundoland            | 613–629/39 |                    |                                                      |
| Aegas                | 629–641    |                    | In Personalunion mit Burgund ab 639                  |
| Erchinoald           | 641–658    |                    |                                                      |
| Ebroin               | 658–673    |                    |                                                      |
| Wulfoald             | 673–675    | Etichonen (unges.) |                                                      |
| Leudesis             | 675–676    |                    | Sohn Erchinoalds                                     |
| Ebroin               | 676–680    |                    | Zweite Amtsführung                                   |
| Waratto              | 681–682    |                    |                                                      |
| Giselmar             | 683–684    |                    | Warattos Sohn, verdrängt zeitweise seinen Vater      |
| Waratto              | 684–686    |                    | Zweite Amtsführung                                   |
| Berchar              | 686–687    |                    | Warattos Schwiegersohn                               |
| Nordebert            | 687–695    |                    | Unter der Führung von Pippin II.                     |
| Pippin der Mittlere  | 695–700    | Pippiniden         |                                                      |
| Grimoald der Jüngere | 700–714    | Pippiniden         | auch in Burgund                                      |
| Theudoald            | 714–715    | Pippiniden         | de jure                                              |
| Raganfrid            | 715–718    |                    | Letzter Hausmeier, der nicht zu den Pippiniden zählt |
| Karl Martell         | 718–741    | Pippiniden         | Zuvor bereits Hausmeier in Austrasien                |
| Pippin der Jüngere   | 741–751    | Pippiniden         | ab 747 Hausmeier für das Gesamtreich                 |

### Burgund
| Name                 | Im Amt     | Familie            | Anmerkungen                                                     |
| -------------------- | ---------- | ------------------ | --------------------------------------------------------------- |
| Warnachar I.         | um 596–600 |                    |                                                                 |
| Bertoald             | 600–604    |                    |                                                                 |
| Protadius            | 605        |                    |                                                                 |
| Claudius (Hausmeier) | 606        |                    |                                                                 |
| Warnachar II.        | 613–626/27 |                    |                                                                 |
| Godinus              | 626–627    |                    |                                                                 |
| 'königsunmittelbar'  | 627–639    |                    | 627–629 Chlothar II., 629–639 Dagobert I.                       |
| Aegas                | 639–641    |                    | Zuvor schon in Neustrien                                        |
| Flaochad             | 642–643    |                    |                                                                 |
| Radobertus           | 643–662    | Robertiner         |                                                                 |
| Ebroin               | 662–673    |                    |                                                                 |
| Wulfoald             | 673–675    | Etichonen (unges.) |                                                                 |
| Leudesis             | 675–676    |                    | Sohn Erchinoalds                                                |
| Ebroin               | 676–680    |                    | Wiedererlangung des Amtes nach Wiedereinsetzung Theuderich III. |
| Berchar              | 680–687    |                    | Warattos Schwiegersohn                                          |
| Pippin der Mittlere  | 688–697    | Pippiniden         |                                                                 |
| Grimoald der Jüngere | 708–714    | Pippiniden         | zuvor schon Hausmeier in Neustrien                              |
| Theudoald            | 714–715    | Pippiniden         | de jure über die Mutter Plektrudis                              |
| Raganfrid            | 715–718    |                    | Letzter Hausmeier der nicht zu den Pippiniden zählt             |
| Karl Martell         | 718–741    | Pippiniden         | Zuvor schon Hausmeier in Austrasien                             |
| Pippin der Jüngere   | 741–751    | Pippiniden         | ab 747 nach dem Tod des Bruders Hausmeier für das Gesamtreich   |

### Aquitanien
| Name    | Im Amt  | Familie | Anmerkungen |
| ------- | ------- | ------- | ----------- |
| Brodulf | 627–628 |         |             |

Im Jahr 751 ließ sich Pippin der Jüngere, Hausmeier in allen drei Reichsteilen, zum König wählen und schaffte zugleich das Amt des Hausmeiers ab.